# Роберт Паттінсон
Роберт Дуґлас Томас Паттінсон, (англ. Robert Douglas Thomas Pattinson, нар. 13 травня 1986,  — англійський актор, модель та музикант. Знаний за ролями Едварда Каллена, вампіра, у кіноадаптації світового бестселера «Сутінки», написаного Стефані Меєр; Седрика Дігорі у фільмі «Гаррі Поттер і кубок вогню»; Ніла у фільмі Крістофера Нолана «Тенет», та Бетмена у однойменній екранізації Метта Рівза.

## Біографія

### Дитинство і юність
Роберт Томас Паттінсон народився 13 травня 1986 року в передмісті Лондона, Велика Британія. Його мати Клер працювала на модельне агентство, а батько Річард займається вивезенням вантажних машин з США. Паттінсон відвідував «Tower House School» (школа для хлопчиків), а з 12-ти років — Harrodian School. Він був залучений в театрі в якості непрофесійного актора (любителя) через «театральну групу Барнса» (англ. «Barnes Theatre Company»). Після деякого досвіду тут в якості актора на задніх планах, він був запрошений на більш значущі ролі. Він привернув увагу акторського агента після постановки «Tess of the D'Urbervilles» і з цього моменту був в пошуках професійних ролей. З цього часу він був залучений для постановки аматорської версії Макбета центру мистецтв «Old Sorting Office Arts Centre», в той же час намагаючись зробити кар'єру моделі.

### Особисте життя
У Паттінсона є дві старші сестри: Вікторія і Ліззі. Вікторія займається рекламою; Ліззі — співачка, складає пісні. У 17 років вона виступала в одному з пабів Барнса (передмістя Лондона, де народився Роберт), і її помітила звукозаписна компанія EMI; через рік стала учасницею групи Aurora і однією з найбільш продаваних виконавців Великої Британії.
У 2009 році Паттінсон почав зустрічатися з актрисою Крістен Стюарт, яку зустрів на зйомках фільму «Сутінки» в 2008 році. Пара не підтверджувала свої відносини аж до липня 2012 року, коли стало відомо про зраду Стюарт з режисером фільму «Білосніжка та мисливець» Рупертом Сандерсом. Сам Паттінсон підтвердив, що вони розлучилися в 2012 році, проте в пресі також поширювалася версія, що їх відносини тривали аж до травня 2013 року, саме тоді було помічено, що Паттінсон забирав свої речі з дому Стюарт.
У вересні 2014 року Паттінсон почав зустрічатися з виконавицею FKA twigs. У квітні 2015 року стало відомо, що пара заручена. У жовтні 2017-го вони оголосили про розлучення.
З 2018 року перебуває у стосунках з моделлю С'юкі Вотергаус. У 2024 році у пари з'явився первісток.

## Кар'єра

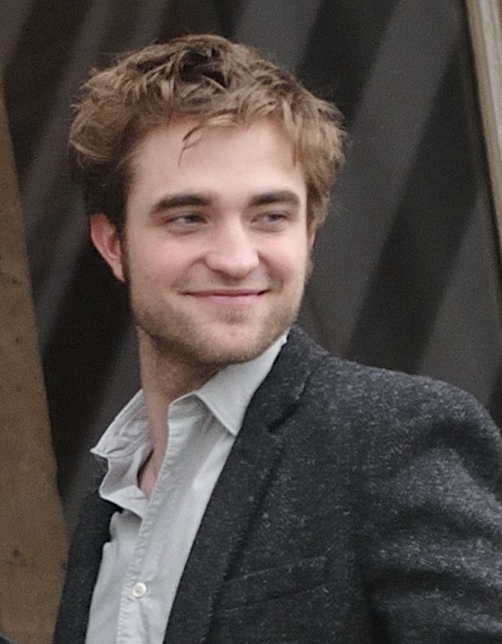
У 2009 році в Парижі

У Роберта були невеликі ролі у стрічках «Перстень Нібелунгів» (Ring of the Nibelungs) та у «Ярмарку марнославства» («Vanity Fair») (2004). Окрім цього, Роберту не надто щастило у пошуках ролей. Одного разу його звільнили за декілька днів до прем'єри театральної постановки, тож його замінив актор Том Рілі.
Пізніше Роберт зіграв Седрика Діґорі у фільмі «Гаррі Поттер і келих вогню», отримавши чимало схвальних відгуків. Журнал The Times назвав його майбутньою зіркою Британії. Роберта не раз називали наступним Джудом Лоу, пророкуючи таку ж славу.
Паттінсон зіграв Едварда Каллена у фільмі «Сутінки», кіно-адаптації до однойменного бестселеру Стефені Меєр. Прем'єра фільму відбулася 21 листопада 2008 року. Перед цим Роберт побоювався, що йому не вдасться передати справжній образ Едварда та його всесторонню ідеальність. Однак саме ця роль принесла Роберту світову популярність та визнання, та величезну кількість шанувальників його творчості. Роберт грав Едварда Каллена і у продовженнях «Сутінок».
Паттінсон також зіграв головні ролі у стрічках «Залишки» (там він зіграв Сальвадора Далі); «Як бути» (How To Be, британська комедія); а також у короткометражному фільмі «Літній будинок» (The Summer House). У 2010 році вийшла драма «Пам'ятай мене» з Паттінсоном у головній ролі.
У 2011 році вийшли фільми «Сутінки. Сага: Світанок — Частина 1» і «Води слонам!», Де Роберт зіграв студента-ветеринара, який з волі випадку потрапляє в бродячий цирк і закохується в молоду наїзницю (її зіграла Різ Візерспун). Тоді ж актор зіграв головну роль у фільмі «Космополіс», режисером якого став Девід Кроненберг. Прем'єра фільму відбулася 25 травня 2012 року в Каннах. Вихід фільму в Україні відбувся 19 липня 2012 року.
У 2012 році у Роберта також відбувся вихід фільму «Сутінки Сага: Світанок — Частина 2», який став завершальною частиною «Сутінкової Саги». Світова прем'єра фільму «Любий друг», в якому актор зіграв Жоржа Дюруа, відбулася 17 лютого 2012 року у час Берлінського міжнародного кінофестивалю. В український прокат фільм вийшов 29 березня 2012 року.
У 2014 році Паттінсон приєднався до акторського складу фільму «Ровер», режисером якого став Девід Мішо. У фільмі Паттінсон зіграв персонажа на ім'я Рейнольдс. У 2016 році став обличчям рекламної кампанії чоловічої осінньої колекції Dior.

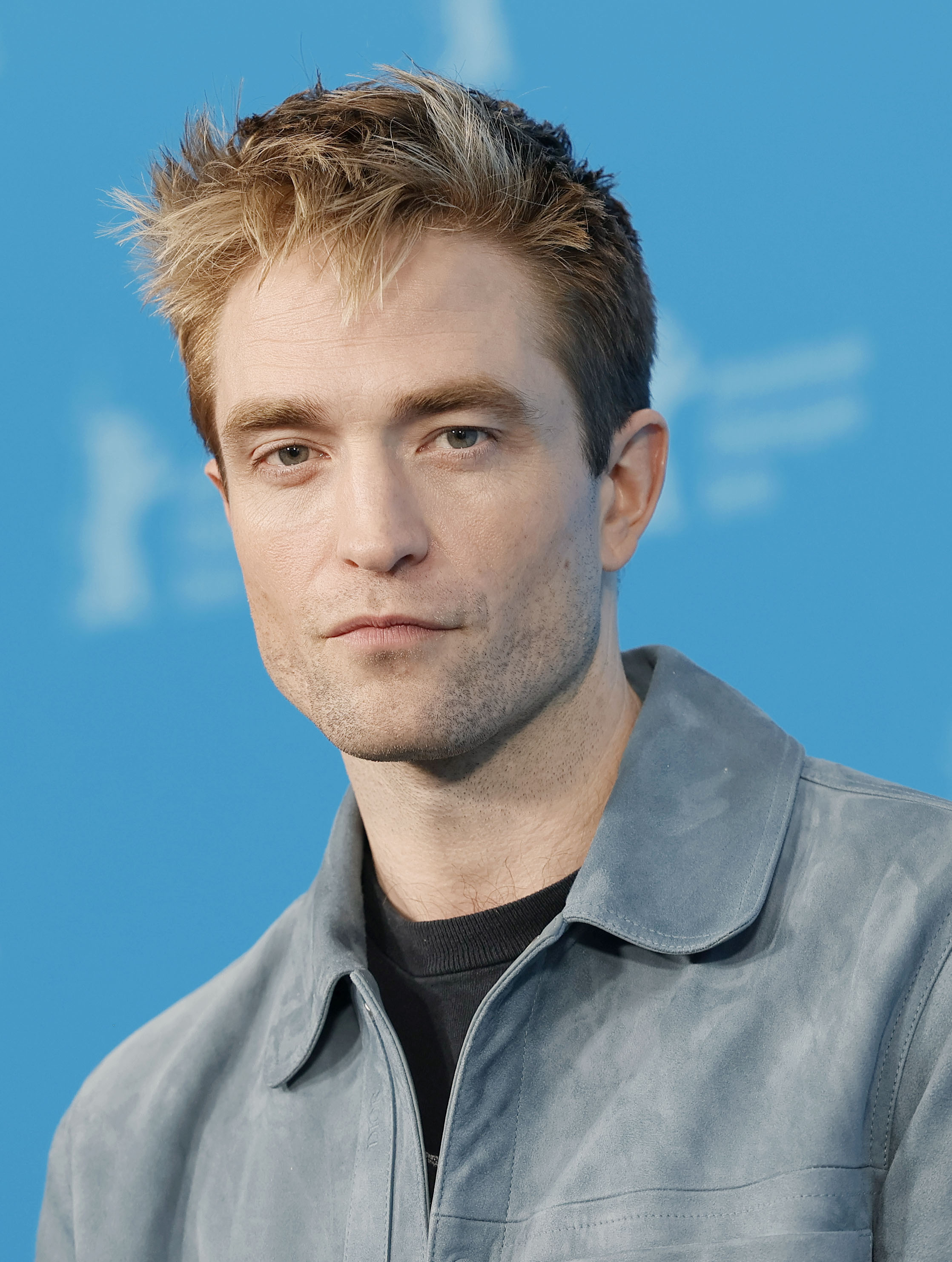
На Берлінському кінофестивалі, лютий 2025 року

У 2017 році Паттінсон знявся у незалежних режисерів братів Бена і Джоша Сафді у фільмі «Гарні часи». Актор випадково побачив постер до їх попереднього фільму «Бог знає що» і сам запропонував свою кандидатуру на роль в будь-якій з наступних картин. Після прем'єри фільму в конкурсі Каннського фестивалю американська преса одноголосно визнала роль в ньому кращою в кар'єрі Паттінсона.
У 2020 році вийшов фільм режисера Крістофера Нолана «Тенет», де Паттінсон виконав одну з головних ролей. У 2022 році зіграв Бетмена в однойменному блокбастері Метта Рівза.
У 2025 році зіграв головні ролі у чорних трагікомедіях «Мікі 17» і «Здохни, коханий».

### Музика
Паттінсон грає на гітарі та фортепіано, також складає власну музику, колекціонує електрогітари. Він також виступав виконавцем двох пісень у саундтреку «Сутінків». Перша пісня має назву «Ніколи не думай», і вона була написана Робертом та Семом Брадлі. Друга називається «Дай мені знак» («Let Me Sign»), написана Маркусом Фостером та Боббі Лонгом. Кетрін Гардвік, режисер «Сутінків», додала записи Роберта у фільм без його дозволу, однак згодом Паттінсон погодився, щоби пісні залишилися у стрічці. Він сказав, що «одна з пісень насправді зробила сцену кращою та цікавішою. Так, наче пісня була створена для того моменту». Саундтрек до фільму «Як бути» також містить у собі три пісні, виконані Робертом Паттінсоном та написані Джо Гестінгсом.
Роберт грав на гітарі та синтезаторі у складі маловідомої групи Bad Girls. На питання про жанр сам актор відповідає, що їх музика — щось «рок-н-ролльне в дусі Led Zeppelin». Паттінсон казав: «Я все життя граю на фортепіано — з тих пір, як мені виповнилося три або чотири роки. І на гітарі, на класичній гітарі — я став грати в п'ять років і не випускав її з рук до дванадцяти, а потім надовго закинув хобі у чорний ящик. Але я знову взявся за гітару та став грати блюз та інші речі. Я ніколи по-справжньому нічого не записував. Я просто грав і все». Коли його запитували про професійну кар'єру музиканта, Роберт відповідав: «Музика — мій запасний план, якщо не вдасться бути актором».

## Фільмографія

### Фільми
| Рік  |    | Українська назва                   | Оригінальна назва                         | Роль                      |
| ---- | -- | ---------------------------------- | ----------------------------------------- | ------------------------- |
| 2004 | ф  | Ярмарок марнославства              | Vanity Fair                               | дорослий Родон Кроулі     |
| 2005 | ф  | Гаррі Поттер і Келих Вогню         | Harry Potter and the Goblet of Fire       | Седрик Діґорі             |
| 2007 | ф  | Гаррі Поттер та Орден Фенікса      | Harry Potter and the Order of the Phoenix | Седрик Діґорі             |
| 2008 | ф  | Перехідний вік                     | How to Be                                 | Арт                       |
| 2008 | ф  | Сутінки                            | Twilight                                  | Едвард Каллен             |
| 2009 | ф  | Відлуння минулого                  | Little Ashes                              | Сальвадор Далі            |
| 2009 | ф  | Сутінки. Сага: Молодий місяць      | The Twilight Saga: New Moon               | Едвард Каллен             |
| 2010 | ф  | Пам'ятай мене                      | Remember Me                               | Тайлер Кітс Хокінс        |
| 2010 | ф  | Сутінки. Сага: Затемнення          | The Twilight Saga: Eclipse                | Едвард Каллен             |
| 2010 | в  | Любов і зрада                      | Love & Distrust                           | Річард                    |
| 2011 | ф  | Води слонам                        | Water for Elephants                       | Якоб Дженковскі           |
| 2011 | ф  | Сутінки Сага: Світанок — Частина 1 | Twilight Saga: Breaking Dawn              | Едвард Каллен             |
| 2012 | ф  | Любий друг                         | Bel Ami                                   | Жорж Дюруа                |
| 2012 | ф  | Космополіс                         | Cosmopolis                                | Ерік Пеккер               |
| 2012 | ф  | Сутінки Сага: Світанок — Частина 2 | Twilight Saga: Breaking Dawn — Part 2     | Едвард Каллен             |
| 2014 | ф  | Ровер                              | The Rover                                 | Рейнолдс                  |
| 2014 | ф  | Зоряна карта                       | Maps to the Stars                         | Джером Фонтан             |
| 2015 | ф  | Королева пустелі                   | Queen of the Desert                       | Томас Едвард Лоуренс      |
| 2015 | ф  | Життя                              | Life                                      | Денніс Сток               |
| 2016 | ф  | Дитинство лідера                   | The Childhood of a Leader                 | Чарльз Маркер             |
| 2016 | ф  | Загублене місто Z                  | The Lost City of Z                        | капрал Генрі Остін        |
| 2017 | ф  | Гарні часи                         | Good Time                                 | Конні Нікас               |
| 2017 | кф |                                    | Fear & Shame                              | у ролі самого себе        |
| 2018 | ф  | Дівиця                             | Damsel                                    | Семюел                    |
| 2018 | ф  | На висоті                          | High Life                                 | Монте                     |
| 2019 | ф  | Маяк                               | The Lighthouse                            | Ефраїм Вінслоу            |
| 2019 | ф  | Король                             | The King                                  | Луї Гієнський             |
| 2019 | ф  | В очікуванні варварів              | Waiting for the Barbarians                | Мендель                   |
| 2020 | ф  | Тенет                              | Tenet                                     | Ніл                       |
| 2020 | ф  | Диявол завжди тут                  | The Devil All The Time                    | Престон Тігардіну         |
| 2022 | ф  | Бетмен                             | The Batman                                | Брюс Вейн / Бетмен        |
| 2023 | а  | Хлопчик і чапля                    | 君たちはどう生きるか                      | Сіра чапля (англ. дубляж) |
| 2025 | ф  | Мікі 17                            | Mickey 17                                 | Мікі                      |
| 2025 | ф  | Здохни, коханий                    | Die, My Love                              | Джексон                   |
| 2026 | ф  | Одіссея                            | The Odyssey                               | Гермес                    |
| 2026 | ф  | Драма                              | The Drama                                 |                           |
| 2027 | ф  | Бетмен 2                           | The Batman Part II                        | Брюс Вейн / Бетмен        |

### Телебачення
| Рік  |    | Українська назва    | Оригінальна назва         | Роль         |
| ---- | -- | ------------------- | ------------------------- | ------------ |
| 2004 | тф | Перстень Нібелунгів | Ring of the Nibelungs     | Ґізельгер    |
| 2006 | тф |                     | The Haunted Airman        | Тобі Джагг   |
| 2007 | тф |                     | The Bad Mother's Handbook | Даніель Гейл |

## Нагороди
- Найкращий актор за роль у «Як бути» (Кіно-фестиваль у Стразбурзі)
- Найкращий актор (2010, 2011) (MTV Movie Award)
- Найкращий поцілунок (разом з Крістен Стюарт, 2009, 2010, 2011, 2012) (MTV Movie Award)
- Найкраща бійка (MTV Movie Award)